# Hjemmefødsel
Hjemmefødsel er en fødsel, som sker i hjemmet i modsætning til fødsler på sygehus eller fødeklinik.

## I Danmark
Ifølge ’Lov om svangerskabshygiejne og fødselshjælp’ har alle kvinder krav på at få stillet en gratis jordemoder til rådighed ved en fødsel i hjemmet. På Fyn, i Ålborg og på Sjælland er der blevet dannet særlige teams af jordemødre, der er specialiseret i at tage sig af hjemmefødsler. Undersøgelser viser, at de steder i landet, hvor der findes hjemmefødselsteams, der ligger frekvensen af hjemmefødsler højere end andre steder. I Ålborg, hvor der, udover et hjemmefødselsteam, også stilles en kendt jordemoder til rådighed, her er hjemmefødselsprocenten på 6%. Et godt stykke over landsgennemsnittet på 0,8%.

## Ekstern henvisning
- Hvidovre Hospital - Hjemmefødsel Arkiveret 7. april 2017 hos  Wayback Machine